# Pyšely
Pyšely este o comună și un oraș din districtul Benešov din regiunea Boemia Centrală din Cehia. Are o populație de aproximativ 2.200 de locuitori.
Principalul obiectiv turistic al orașului este Castelul Pyšely. În 1587, a fost reconstruit în stil renascentist, iar mai târziu a fost reconstruit în stil baroc.

## Diviziuni administrative
Pyšely este format din cinci părți diviziuni administrative (în paranteze populația conform recensământului din 2021):
- Pyšely (1.623)
- Borová Lhota (106)
- Kovářovice (56)
- Nová Ves (102)
- Zaječice (409)

## Etimologie
În limba cehă veche, cuvântul „pyšel” are sensul de persoană cu dificultăți de respirație, o persoană care respiră șuierător. Numele Pyšely poate fi tradus ca „satul oamenilor care gâfâie”.

## Geografie
Pyšely se află la aproximativ 10 kilometri (6 mi) nord de Benešov și la 22 kilometri (14 mi) sud-est de capitala Praga. Se găsește în Munții Benešov. Cel mai înalt punct al comunei este un deal aflat la 478 metri (1.568 ft) deasupra nivelului mării.

## Istorie
Prima mențiune scrisă a lui Pyšely datează din anul 1295. Cea mai mare dezvoltare a lui Pyšely a avut loc în timpul domniei familiei de Halleweil, care l-a deținut din secolul al XVII-lea până în 1734.
Satul a fost promovat la rangul de oraș de către împăratul Leopold I în 1703.
După ce Pyšely a încetat să mai fie oraș după cel de-Al Doilea Război Mondial, titlul său de oraș a fost restabilit în 2007.

## Transporturi
Nu sunt căi ferate sau drumuri principale care să treacă prin teritoriul comunei. Drumul I/3 (parte a drumului european E55), care leagă autostrada D1 de Tábor și continuă mai departe ca autostrada D3, trece de-a lungul graniței de sud a comunei.
Gara Pyšely, care deservește orașul, se află în Čerčany⁠(d) – Vysoká Lhota. Se găsește pe linia de cale ferată Praga – Benešov.

## Obiective turistice

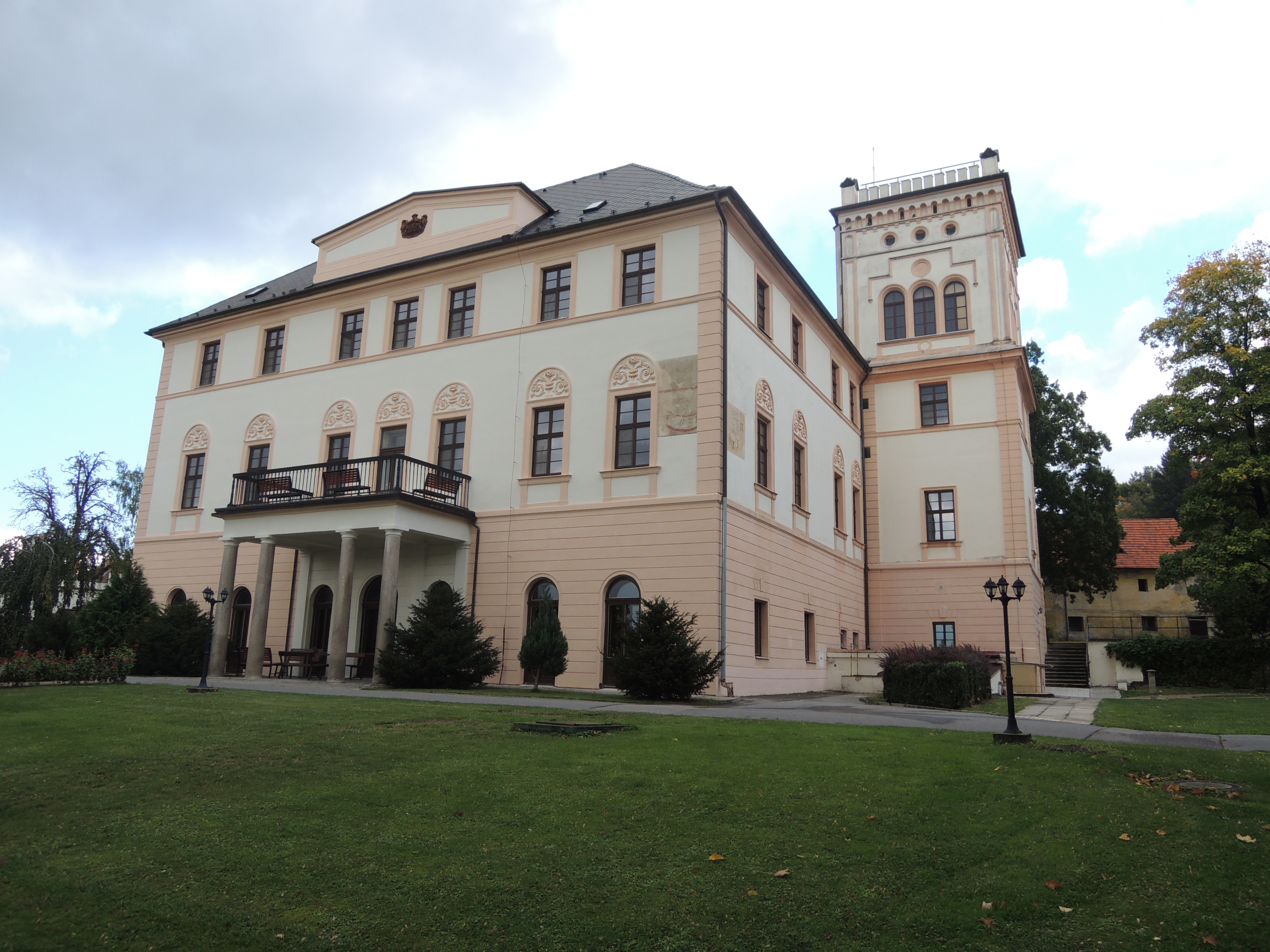
Castelul Pyšely

Principalul obiectiv turistic al orașului este Castelul Pyšely. Acesta a fost menționat pentru prima dată în anul 1587, când a fost reconstruit în stil renascentist. Mai târziu a fost reconstruit în stil baroc. Castelul a fost mărit treptat și a fost fondat un parc al castelului. Din 1956, clădirea a funcționat ca un azil de bătrâni.
Biserica „Înălțarea Sfintei Cruci” are o origine romanică și a fost construită probabil din secolul al XII-lea. Aspectul său actual este rezultatul unor ample reconstrucții din perioadele 1781–1783 și 1861–1862. Lângă această biserică se află o casă parohială, probabil construită între 1763–1765.
Pe un deal deasupra orașului se găsește Capela Fecioarei Maria. Aceasta a fost construită în stil baroc în 1699.

## Persoane notabile
- Emanuel Rádl⁠(d) (1873–1942), biolog și filosof

Emanuel Rádl a dobândit un renume internațional prin lucrările sale despre evoluția sistemului neuronal și ca istoric al teoriilor evoluției.